# Sphere (gruppo musicale giapponese)
Sphere (スフィア?, Sufia) è un gruppo di idol J-pop composto da doppiatrici che sono tutte sotto contratto con la subdivisione di Sony Music Entertainment Music Ray'n, sotto l'etichetta musicale di Lantis GloryHeaven.

## Storia
Il gruppo debuttò nell'aprile 2009 con la pubblicazione del loro primo singolo "Future Stream", a cui fa seguito poi nel giugno 2009 la pubblicazione di "Dangerous Girls", il quale è riutilizzato come sigla di apertura animata del videogioco per PlayStation Portable "Ken to Mahou Gakuen Mono 2" (conosciuto negli USA come "Class of Heroes 2"). Oltre al fatto che tutte e quattro i membri del gruppo sono delle doppiatrici, i loro brani sono frequentemente utilizzati come temi di apertura o chiusura per diverse serie anime: si citano First Love Limited, Sora no Manimani, Demon King Daimao, Asobi ni iku yo! e Bakuman.. Il gruppo nella serie anime Natsuiro Kiseki ha un ruolo importante, poiché oltre ad interpretare tutti i brani principali della colonna sonora dell'anime e le sigle di apertura e chiusura ciascuna delle quattro doppiatrici che formano il gruppo interpreta uno dei personaggi principali.

## Membri
- Haruka Tomatsu
- Minako Kotobuki
- Ayahi Takagaki
- Aki Toyosaki

## Discografia

### Album
- A.T.M.O.S.P.H.E.R.E (23 dicembre 2009)
- Spring is Here (16 marzo 2011)
- Third Planet (11 luglio 2012)

### Singoli
- Future Stream (22 aprile 2009)
- Dangerous Girls (giugno 2009): utilizzato come sigla di apertura del videogioco Ken to Mahou Gakuen Mono 2 [Class of Heroes 2]
- Super Noisy Nova (29 luglio 2009): utilizzato come sigla di apertura dell'anime Sora no Manimani
- Kaze o Atsumete/Brave My Heart (25 novembre 2009)
- Realove:Realife (21 aprile 2010)
- Now Loading... Sky!! (28 luglio 2010)
- Moon Signal (20 ottobre 2010)
- Hazy (5 maggio 2011)
- Let Me Do!! (27 luglio 2011)
- High Powered (26 ottobre 2011)
- Non stop road/Ashita e no Kaerimichi (25 aprile 2012): utilizzati rispettivamente come sigle di apertura e chiusura di Natsuiro Kiseki
- Pride on Everyday (7 novembre 2012): utilizzato come prima sigla di chiusura della terza stagione di Bakuman.
- Genesis Aria (1º maggio 2013)
- vivid brilliant door! (2015): utilizzata come seconda sigla di apertura della serie anime Ultimate Otaku Teacher